# Saint-Hilaire-Bonneval
Saint-Hilaire-Bonneval este o comună în departamentul Haute-Vienne din centrul Franței. În 2009 avea o populație de 873 de locuitori.

## Evoluția populației
| An        | 1975 | 1982 | 1990 | 1999 | 2006 | 2009 |
| --------- | ---- | ---- | ---- | ---- | ---- | ---- |
| Populație | 511  | 481  | 661  | 691  | 779  | 873  |